# Nördlicher Mausmaki
Der Nördliche Mausmaki (Microcebus tavaratra) ist eine auf Madagaskar lebende Primatenart aus der  Gattung der Mausmakis innerhalb der Gruppe der Lemuren.

## Merkmale
Nördliche Mausmakis sind mit einer Kopfrumpflänge von 11 bis 14 Zentimetern, einer Schwanzlänge von 15 bis 17 Zentimetern und einem Gewicht von 48 bis 84 Gramm mittelgroße Vertreter der Mausmakis. Ihr Fell ist an der Oberseite dunkelbraun gefärbt, der Bauch ist weiß oder beige. Der rötliche Kopf ist rundlich, zwischen den großen Augen befindet sich ein heller Fleck. Entlang des Rückens erstreckt sich ein auffälliger Aalstrich.

## Verbreitung und Lebensweise

Verbreitungsgebiet des Nördlichen Mausmakis (rot)

Diese Mausmakis sind nur aus den Regionen Ankarana und Analamerana an der Nordspitze Madagaskars bekannt. Ihr Lebensraum sind trockene Laubwälder und Galeriewälder.
Über die Lebensweise dieser erst kürzlich entdeckten Art ist wenig bekannt. Sie ist ein nachtaktiver Baumbewohner, der sich auf allen vieren oder springend durch das Geäst bewegt. Tagsüber schlafen diese Tiere in Baumhöhlen oder Blätternestern. Mausmakis sind meist Allesfresser, die sowohl Früchte und andere Pflanzenteile als auch Insekten zu sich nehmen.

## Gefährdung
Die Zerstörung seines Lebensraum stellt die Hauptbedrohung für den Nördlichen Mausmaki dar. Sein Verbreitungsgebiet umfasst weniger als 5000 km² und ist stark zersplittert. Die IUCN listet die Art als „stark gefährdet“ (endangered).